# 粤桂边人民解放军新编第三团团部旧址
粤桂边人民解放军新编第三团团部旧址，位于中国广东省湛江市廉江市横山镇排岭后塘仔村，为湛江市廉江市的一个市级文物保护单位，类型为近现代重要史迹及代表性建筑，公布时间为1994年4月17日。
粤桂边人民解放军新编第三团团部旧址的历史年代为解放战争时期。